# 2463 Sterpin
2463 Sterpin је астероид главног астероидног појаса. Приближан пречник астероида је 10,91 ,
а средња удаљеност астероида од Сунца износи 2,600 астрономских јединица (АЈ).
Инклинација (нагиб) орбите у односу на раван еклиптике је 13,386 степени, а орбитални период износи 1531,917 дана (4,194 године). Ексцентрицитет орбите астероида износи 0,154.
Апсолутна магнитуда астероида износи 11,80 а геометријски албедо 0,283.
Астероид је откривен 10. марта 1934. године.